# Кзыл-Яр (Бавлинский район)
Кзыл-Яр (тат. Кызылъяр) — село в Бавлинском районе Татарстана, центр Кзыл-Ярского сельского поселения.

## География
Село расположено на реке Ик, в 11 км к востоку от города Бавлы.

## История
Окрестности села были обитаемы в эпоху бронзового века, о чём свидетельствует археологический памятник – Кзылъярская стоянка (срубная культура).
Предположительно основано кыр-еланцами в XVII веке, однако деревня не отображена на карте Казанской и Осинской дорог Уфимского уезда, составленной в 1752-1755 годах геодезии прапорщиком Иваном Ляховым. Доподлинно известна с 1815 года.
Во время 4-й ревизии (1782 г.), материалы которой сохранились не полностью, в деревне "Казыляр"  были учтены 19 душ муж. пола тептярей, состоявшие в команде старшины Аитмамбета Ишметева. 
В 1795 году в селе проживало 226 башкир и 74 тептяря. Тептяри поселились по договору с башкирами от 1743 года и по договору от 24 ноября 1815 года. В 1834 году учтены 498 башкир-вотчинников, 17 башкир-припущенников (бывшие вотчинники из Байларской волости) и 66 тептярей.
В XIX веке жители относились к сословиям башкир-вотчинников и тептярей. Основные занятия жителей в этот период — земледелие и скотоводство, было распространено пчеловодство. 
В «Списке населённых мест Российской империи», изданном в 1864 году по сведениям 1859 года, населённый пункт упомянут как башкирская деревня Казылъярова (Красноярова) 4-го стана Бугульминского уезда Самарской губернии. Располагалась по правую сторону почтового тракта из города Бугульмы в город Уфу, при реке Ике, в 39 верстах от уездного города Бугульма и в 20 верстах от становой квартиры в казённом селе Ефановка (Крым-Сарай, Орловка, Хуторское). В деревне, в 140 дворах проживали 1066 человек (529 мужчин и 537 женщин), была мечеть.
В начале XX века в селе функционировали 3 мечети, водяная мельница. В этот период земельный надел сельской общины составлял 4202 десятины.
До 1920 года село входило в Бавлинскую волость Бугульминского уезда Самарской губернии. С 1920 года в составе Бугульминского кантона ТАССР. С 10.08.1930 г. в Бавлинском, 10.02.1935 г. в Ютазинском, с 01.02.1963 г. в Бугульминском, с 12.01.1965 г. в Бавлинском районах. 
В 1930 году в селе организован колхоз им. Ленина. В 1995 году колхоз села был реорганизован в сельскохозяйственный производственный кооператив.

## Население
| 1859 | 1889 | 1908 | 1920 | 1926 | 1938 | 1949 | 1958 | 1970 | 1979 | 1989 | 2002 | 2010 | 2015 |
| ---- | ---- | ---- | ---- | ---- | ---- | ---- | ---- | ---- | ---- | ---- | ---- | ---- | ---- |
| 1066 | 1556 | 2701 | 2386 | 1984 | 1550 | 1311 | 1407 | 1401 | 1360 | 1146 | 1285 | 1330 | 1356 |

Национальный состав
Согласно результатам переписи 2002 года, в национальной структуре населения села татары составляли 95% из 1285 человек.

## Экономика
Сельское хозяйство со специализацией на полеводстве, молочном скотоводстве, свиноводстве. С 2006 года действует общество с ограниченной ответственностью «Кзыл Яр», а также крестьянские (фермерские) хозяйства.

## Инфраструктура
В селе действуют:
- дом культуры
- библиотека
- фельдшерско-акушерский пункт
- детский сад (новый с 2014 г.)
- Кзыл-Ярский татарский национально-культурный центр (с 1989 г.)[1].

## Культура
В селе действует дом-музей народного поэта РТ Ф. Г. Яруллина.

## Религия
Мечеть.

## Известные люди
- Фанис Яруллин (1938 — 2011) — татарский поэт, прозаик и драматург